# Bagnols (Roine)
Bagnols és un municipi francès situat al departament del Roine i a la regió d'Alvèrnia-Roine-Alps. L'any 2007 tenia 735 habitants.

## Demografia

### Població
El 2007 la població de fet de Bagnols era de 735 persones. Hi havia 284 famílies de les quals 60 eren unipersonals (28 homes vivint sols i 32 dones vivint soles), 100 parelles sense fills, 104 parelles amb fills i 20 famílies monoparentals amb fills.
La població ha evolucionat segons el següent gràfic:
Habitants censats

### Habitatges
El 2007 hi havia 333 habitatges, 288 eren l'habitatge principal de la família, 32 eren segones residències i 13 estaven desocupats. 306 eren cases i 26 eren apartaments. Dels 288 habitatges principals, 232 estaven ocupats pels seus propietaris, 46 estaven llogats i ocupats pels llogaters i 10 estaven cedits a títol gratuït; 1 tenia una cambra, 25 en tenien dues, 36 en tenien tres, 70 en tenien quatre i 156 en tenien cinc o més. 220 habitatges disposaven pel capbaix d'una plaça de pàrquing. A 127 habitatges hi havia un automòbil i a 143 n'hi havia dos o més.

### Piràmide de població
La piràmide de població per edats i sexe el 2009 era:
| Homes | Edats   | Dones |
| ----- | ------- | ----- |
| 0     | 95 o +  | 0     |
| 0     | 90 a 94 | 0     |
| 0     | 85 a 89 | 0     |
| 0     | 80 a 84 | 0     |
| 8     | 75 a 79 | 4     |
| 12    | 70 a 74 | 8     |
| 20    | 65 a 69 | 8     |
| 32    | 60 a 64 | 20    |
| 24    | 55 a 59 | 24    |
| 32    | 50 a 54 | 40    |
| 24    | 45 a 49 | 24    |
| 8     | 40 a 44 | 20    |
| 28    | 35 a 39 | 28    |
| 16    | 30 a 34 | 24    |
| 24    | 25 a 29 | 24    |
| 24    | 20 a 24 | 16    |
| 32    | 15 a 19 | 16    |
| 40    | 10 a 14 | 36    |
| 32    | 5 a 9   | 20    |
| 16    | 0 a 4   | 12    |

## Economia
El 2007 la població en edat de treballar era de 458 persones, 342 eren actives i 116 eren inactives. De les 342 persones actives 317 estaven ocupades (169 homes i 148 dones) i 25 estaven aturades (9 homes i 16 dones). De les 116 persones inactives 59 estaven jubilades, 24 estaven estudiant i 33 estaven classificades com a «altres inactius».

### Ingressos
El 2009 a Bagnols hi havia 284 unitats fiscals que integraven 748 persones, la mediana anual d'ingressos fiscals per persona era de 19.590,5 €.

### Activitats econòmiques
Dels 43 establiments que hi havia el 2007, 6 eren d'empreses de fabricació d'altres productes industrials, 11 d'empreses de construcció, 13 d'empreses de comerç i reparació d'automòbils, 1 d'una empresa de transport, 3 d'empreses d'hostatgeria i restauració, 1 d'una empresa financera, 5 d'empreses de serveis, 2 d'entitats de l'administració pública i 1 d'una empresa classificada com a «altres activitats de serveis».
Dels 14 establiments de servei als particulars que hi havia el 2009, 3 eren tallers de reparació d'automòbils i de material agrícola, 1 paleta, 3 guixaires pintors, 1 fusteria, 2 lampisteries, 3 electricistes i 1 restaurant.
Dels 2 establiments comercials que hi havia el 2009, 1 era una botiga de mobles i 1 un drogueria.
L'any 2000 a Bagnols hi havia 41 explotacions agrícoles que ocupaven un total de 465 hectàrees.

## Equipaments sanitaris i escolars
El 2009 hi havia una escola elemental.

## Poblacions més properes
El següent diagrama mostra les poblacions més properes.